# بانک داده‌های مراقبتی تروریست‌ها
بانک داده‌های مراقبتی تروریست‌ها (انگلیسی: Terrorist Screening Database);(TSDB) یک لیست مراقبتی سرجمع شده توسط مرکز مراقبت تروریسم اف ب آی می‌باشد و توسط چندین آژانس اطلاعاتی به منظور گردآوری لیست‌های مراقبتی خاص و تصفیه آنها مورد استفاده قرار می‌گیرد. در ژوئن سال ۲۰۱۶ تخمین زده می‌شد که این لیست حاوی بیش از ۲۴۸۴۴۴۲ داده اطلاعاتی باشد که شامل اطلاعات شخصی ۱۸۷۷۱۳۳ نفر است. روزانه حدود ۱۶۰۰ اسم برای نامگذاری، ۶۰۰ اسم برای حذف از لیست و ۴۸۰۰ اسم توسط جامعه اطلاعاتی ایالات متحده پیشنهاد می‌شود. تقریباً از هر بیست نفری که اسامی آنها در لیست قرار دارد اسم یک شهروند آمریکایی یا ساکنینی که دارای اقامت قانونی دائم هستند به چشم می‌خورد.

## تغذیه اطلاعاتی
(TSDB) از طریق دو منبع اولیه، تغذیه اطلاعاتی می‌شود: اول، اطلاعات بین‌المللی تروریستی (IT) از محیط داده‌های هویت تروریستی، که یک بانک اطلاعاتی مرکزی حول تروریست‌های شناخته شده یا تروریست‌های بین‌المللی مظنون است که توسط مرکز ملی مبارزه با تروریسم (NCTC) جمع‌آوری می‌شود؛ دوم، اطلاعات تروریسم داخلی(DT) از طریق اداره تحقیقات فدرال (FBI) تأمین می‌شود.

## جمع‌آوری لیست‌ها
(TSDB) به نوبه خود برای جمع‌آوری لیست‌های مراقبتی مختلف و سیستم‌های مراقبتی استفاده می‌شود:
1. لیست پرواز ممنوع - وزارت امنیت داخلی
2. لیست انتخابی - وزارت امنیت داخلی
3. سیستم بازرسی بین مرزی آژانس‌ها (IBIS) - وزارت امنیت داخلی
4. سیستم ملی مراقبت مهاجرت خودکار (NAILS) - وزارت امنیت ملی که به سیستم اجرای ارتباطات خزانه داری (TECS)منتقل گردید.
5. مراقبت کنسولی و سیستم پشتیبانی (CLASS) - وزارت امور خارجه
6. ضمانت اطلاعاتی بخش خدمات اطلاع‌رسانی اطلاعات جرایم جنایی ـ وزارت دادگستری
7. پرونده باندهای خشونت و سازمان‌های تروریستی (VGTOF) - وزارت دادگستری
8. لیست مراقبتی تروریسم اینترپل - وزارت دادگستری
9. دفتر تحقیقات ویژه نیروی هوایی ده نفر اول لیست فراریها - وزارت دفاع
10. سیستم تعیین هویت بیومتریک اتوماتیک - وزارت دفاع
11. سیستم تعیین هویت اتوماتیک انگشت نگاری ـ وزارت دادگستری

دفتر بازرس کل وابسته به وزارت دادگستری نسبت به اشکالات مکرر در لیست‌ها و کندی پاسخگویی‌ها شکایت دارد. یک بازبینی توسط دفتر بازرسی کل نشان داد ۳۸ درصد از ۱۰۵ نمونه داده ثبت شده در لیست دارای اشتباه بوده‌اند. دفتر تحقیقات فدرال گفته‌است که اشتباهات در حال تصحیح است و در بازبینی سال ۲۰۰۶، لیست پرواز ممنوع از ۷۱۸۷۲ نفر به نصف یعنی ۳۴۲۳۰ کاهش یافت.